# 1974–1975-ös UEFA-kupa
Az 1974–1975-ös UEFA-kupa az UEFA-kupa negyedik szezonja. A kupát a német Borussia Mönchengladbach nyerte, miután a döntőben a holland Twente csapatát győzték le 5–1-es összesítéssel.

## Első kör
| 1. csapat               | Össz.    | 2. csapat                | 1. mérk. | 2. mérk. |
| ----------------------- | -------- | ------------------------ | -------- | -------- |
| Olympique Lyonnais      | 11–1     | FA Red Boys Differdange  | 7–0      | 4–1      |
| Valur                   | 1–2      | Portadown                | 0–0      | 1–2      |
| Derby County            | 6–2      | Servette FC              | 4–1      | 2–1      |
| Ipswich Town            | 3–3 (ig) | FC Twente                | 2–2      | 1–1      |
| Stoke City              | 1–1 (ig) | AFC Ajax                 | 1–1      | 0–0      |
| Molenbeek               | 5–2      | Dundee FC                | 1–0      | 4–2      |
| Rosenborg BK            | 3–12     | Hibernian                | 2–3      | 1–9      |
| FC Porto                | 5–4      | Wolverhampton Wanderers  | 4–1      | 1–3      |
| FC Etar Veliko Tarnovo  | 0–3      | Internazionale Milano    | 0–0      | 0–3      |
| Gornik Zabrze           | 2–5      | FK Partizan              | 2–2      | 0–3      |
| IK Start                | 1–7      | Djurgårdens IF           | 1–2      | 0–5      |
| Boluspor                | 0–4      | Dinamo Bucureşti         | 0–1      | 0–3      |
| FK Szpartak Moszkva     | 3–3 (ig) | Velež                    | 3–1      | 0–2      |
| Beşiktaş JK             | 2–3      | Steagul Roşu Braşov      | 2–0      | 0–3      |
| FC Wacker Innsbruck     | 2–4      | Borussia Mönchengladbach | 2–1      | 0–3      |
| SK Sturm Graz           | 2–2 (ig) | Antwerp                  | 2–1      | 0–1      |
| Randers Freja           | 1–1 (ig) | Dynamo Dresden           | 1–1      | 0–0      |
| Hamburger SV            | 4–0      | Bohemian FC              | 3–0      | 1–0      |
| SK Rapid Wien           | 3–2      | Aris FC                  | 3–1      | 0–1      |
| Real Sociedad           | 0–5      | FC Baník Ostrava         | 0–1      | 0–4      |
| PFK Lokomotiv Plovdiv   | 4–4 (bp) | Rába ETO                 | 3–1      | 1–3      |
| Östers IF               | 4–4 (ig) | FK Gyinamo Moszkva       | 3–2      | 1–2      |
| FC Nantes Atlantique    | 3–2      | Legia Warszawa           | 2–2      | 1–0      |
| SSC Napoli              | 3–1      | Videoton SC              | 2–0      | 1–1      |
| FC Vorwärts Frankfurt   | 2–4      | Juventus                 | 2–1      | 0–3      |
| Grasshopper-Club Zürich | 3–2      | Panathinaikósz           | 2–0      | 1–2      |
| Torino FC               | 2–4      | Fortuna Düsseldorf       | 1–1      | 1–3      |
| 1. FC Köln              | 9–2      | KPV                      | 5–1      | 4–1      |
| FC Amsterdam            | 12–0     | Hibernians FC            | 5–0      | 7–0      |
| KB                      | 3–6      | Atlético Madrid          | 3–2      | 0–4      |
| Vitória FC              | 1–5      | Real Zaragoza            | 1–1      | 0–4      |
| Dukla Praha             | m.n.     | Pezoporikos Larnaca FC   |          |          |

–m.n.: mérkőzés nélkül

## Második kör
| 1. csapat                | Össz.    | 2. csapat           | 1. mérk. | 2. mérk. |
| ------------------------ | -------- | ------------------- | -------- | -------- |
| Derby County             | 4–4 (bp) | Atlético Madrid     | 2–2      | 2–2      |
| Hibernian                | 2–8      | Juventus            | 2–4      | 0–4      |
| FK Partizan              | 6–1      | Portadown           | 5–0      | 1–1      |
| FC Nantes Atlantique     | 1–2      | FC Baník Ostrava    | 1–0      | 0–2 (hu) |
| Dinamo Bucureşti         | 3–4      | 1. FC Köln          | 1–1      | 2–3      |
| Rába ETO Győr            | 2–3      | Fortuna Düsseldorf  | 2–0      | 0–3      |
| SK Rapid Wien            | 1–2      | Velež               | 1–1      | 0–1      |
| Dynamo Dresden           | 1–1 (bp) | FK Gyinamo Moszkva  | 1–0      | 0–1      |
| Grasshopper-Club Zurich  | 2–6      | Real Zaragoza       | 2–1      | 0–5      |
| Borussia Monchengladbach | 6–2      | Olympique Lyonnais  | 1–0      | 5–2      |
| Hamburger SV             | 10–1     | Steagul Roşu Braşov | 8–0      | 2–1      |
| FC Twente                | 3–1      | Molenbeek           | 2–1      | 1–0      |
| Djurgårdens IF           | 1–5      | Dukla Prague        | 0–2      | 1–3      |
| Internazionale Milano    | 1–2      | FC Amsterdam        | 1–2      | 0–0      |
| SSC Napoli               | 2–0      | FC Porto            | 1–0      | 1–0      |
| AFC Ajax                 | 2–2 (ig) | Antwerp             | 1–0      | 1–2      |

## Harmadik kör
| 1. csapat                | Össz.    | 2. csapat          | 1. mérk. | 2. mérk. |
| ------------------------ | -------- | ------------------ | -------- | -------- |
| SSC Napoli               | 1–3      | FC Baník Ostrava   | 0–2      | 1–1      |
| Hamburger SV             | 6–3      | Dynamo Dresden     | 4–1      | 2–2      |
| Dukla Prague             | 3–6      | FC Twente          | 3–1      | 0–5      |
| FK Partizan              | 2–5      | 1. FC Köln         | 1–0      | 1–5      |
| Borussia Mönchengladbach | 9–2      | Real Zaragoza      | 5–0      | 4–2      |
| FC Amsterdam             | 5–1      | Fortuna Düsseldorf | 3–0      | 2–1      |
| Juventus                 | 2–2 (ig) | AFC Ajax           | 1–0      | 1–2      |
| Derby County             | 4–5      | Velež              | 3–1      | 1–4      |

## Negyeddöntő
| 1. csapat        | Össz. | 2. csapat                | 1. mérk. | 2. mérk. |
| ---------------- | ----- | ------------------------ | -------- | -------- |
| Juventus         | 2–0   | Hamburger SV             | 2–0      | 0–0      |
| 1. FC Köln       | 8–3   | FC Amsterdam             | 5–1      | 3–2      |
| Velež            | 1–2   | FC Twente                | 1–0      | 0–2      |
| FC Baník Ostrava | 1–4   | Borussia Mönchengladbach | 0–1      | 1–3      |

## Elődöntő
| 1. csapat  | Össz. | 2. csapat                | 1. mérk. | 2. mérk. |
| ---------- | ----- | ------------------------ | -------- | -------- |
| FC Twente  | 4–1   | Juventus                 | 3–1      | 1–0      |
| 1. FC Köln | 1–4   | Borussia Monchengladbach | 1–3      | 0–1      |

## Döntő
| 1. csapat                | Össz. | 2. csapat | 1. mérk. | 2. mérk. |
| ------------------------ | ----- | --------- | -------- | -------- |
| Borussia Mönchengladbach | 5–1   | FC Twente | 0–0      | 5–1      |